# David Anderson (australsk roer)
David "Dave" Rollo Anderson (født 8. april 1932) er en australsk tidligere roer.
Anderson var en del af den australske otter, der deltog i OL 1952 i Helsinki. Den øvrige besætning i båden bestod af Bob Tinning, Ernest Chapman, Nimrod Greenwood, Geoff Williamson, Mervyn Finlay, Edward Pain, Phil Cayzer og styrmand Tom Chessell. Australierne blev nummer to i deres indledende heat, nummer tre i semifinalen, hvorpå de sikrede sig adgang til finalen med sejr i semifinaleopsamlingsheatet. I finalen var den amerikanske båd overlegne og vandt guld foran Sovjetunionen, mens australierne vandt bronze.
Ved Commonwealth Games i 1954 vandt han guld i firer med styrmand og bronze i toer uden styrmand. Han deltog også ved OL 1956 på hjemmebane i Melbourne i firer uden styrmand. Her nåede australierne til semifinalen.
Hans datter, Wendy Laidlaw, som har spillet basketball, har også deltaget i de olympiske lege.

## OL-medaljer
- 1952:  Bronze i otter